# Rimo Bunga
Rimo Bunga is een bestuurslaag in het regentschap Karo van de provincie Noord-Sumatra, Indonesië. Rimo Bunga telt 187 inwoners (volkstelling 2010).